# Ruppiner Schweiz
Die Ruppiner Schweiz ist ein langgestrecktes hügeliges Waldgebiet im Ruppiner Land. Es bildet den östlichen Teil der Wittstock-Ruppiner Heide im Nordbrandenburgischen Platten- und Hügelland. Die Ruppiner Schweiz grenzt im Norden an das Rheinsberger Seengebiet und im Osten an die Granseer Platte. Die Ruppiner Schweiz liegt in einem breiten Endmoränengürtel und erstreckt sich von Neuruppin im Süden bis zum Neuruppiner Ortsteil Binenwalde im Norden und befindet sich dabei größtenteils auf dem Stadtgebiet von Neuruppin. Zentraler Teil der Ruppiner Schweiz ist das Naturschutzgebiet Ruppiner Schweiz mit der durch Kalksee, Binenbach, Tornowsee, Zermützelsee, Tetzensee, Molchowsee und Rhin gebildeten Seenkette. Die Seenkette beginnt mit dem Kalk- und Tornowsee und erstreckt sich über zirka 40 Kilometer nach Süden bis an den oberen Teil des Rhinluches.
Die Ruppiner Schweiz ist Teil des Naturparkes Stechlin-Ruppiner Land.

## Rezeption
Theodor Fontane durchwanderte gegen Mitte des 19. Jahrhunderts die Ruppiner Schweiz. Seine Eindrücke hielt er in den Wanderungen durch die Mark Brandenburg fest. Die Einleitung zum entsprechenden Kapitel schließt er mit diesem Gedicht:

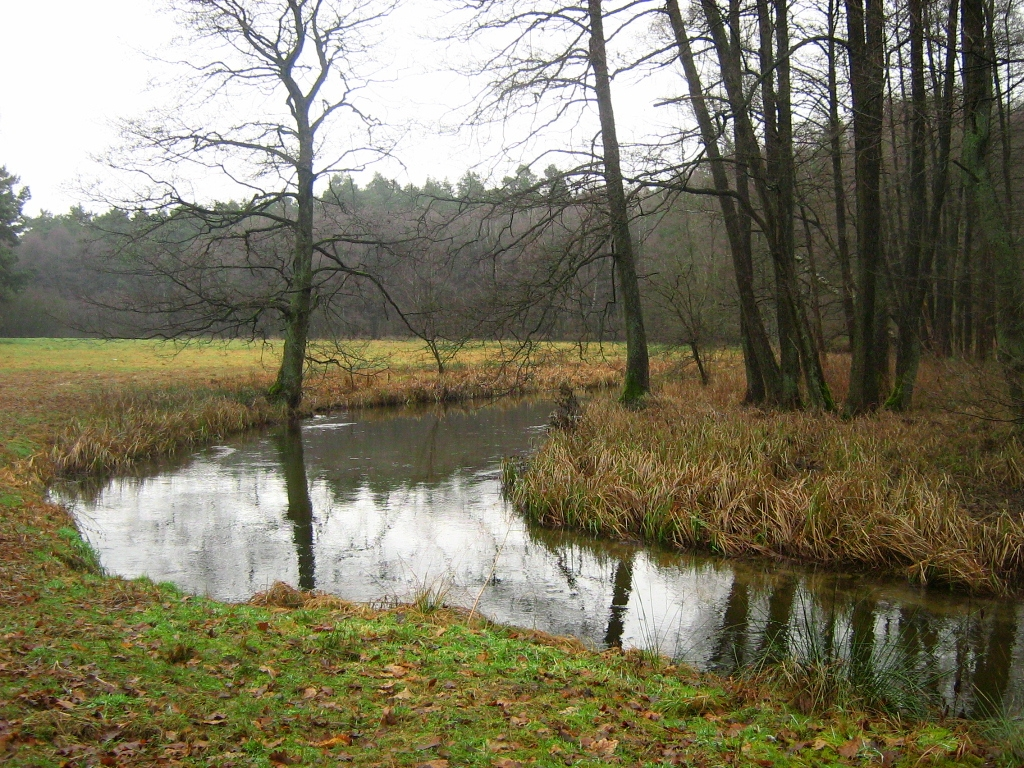
Der Rhin in der Ruppiner Schweiz

Und fragst du doch: »Den vollsten Reiz,

Wo birgt ihn die Ruppiner Schweiz?

Ist’s norderwärts in Rheinsbergs Näh?

Ist’s süderwärts am Molchow-See?

Ist’s Rottstiel tief im Grunde kühl?

Ist’s Kunsterspring, ist’s Boltenmühl?

Ist’s Boltenmühl, ist’s Kunsterspring?

Birgt Pfefferteich den Zauberring?

Ist’s Binenwalde?« – Nein, o nein,

Wohin du kommst, da wird es sein,

An jeder Stelle gleichen Reiz

Erschließt dir die Ruppiner Schweiz.
Die Landschaft der Ruppiner Schweiz wird außerdem von Alfred Andersch in seiner Erzählung Ein Liebhaber des Halbschattens (1963), in der dieses Gedicht zitiert wird, literarisch rezipiert. Von Tierbeobachtungen im Ruppiner Wald handelt das Buch Ein Stadtmensch im Wald (2021) von Linus Reichlin.